# Heliamphora chimantensis
Espèce
Classification phylogénétique
Heliamphora chimantensis est une espèce de plantes à fleurs du genre Heliamphora et de la famille des Sarraceniaceae. C'est une plante carnivore endémique du tepuy Chimanta au Venezuela.

## Description
De façon assez surprenante, plusieurs caractéristiques morphologiques indiquent une proximité plus grande entre Heliamphora chimantensis et les espèces Heliamphora tatei et Heliamphora neblinae qui poussent en des lieux plus lointains ; alors que de nombreuses espèces sont beaucoup plus proches géographiquement.
Dans la nature, ces plantes forment des colonies très denses, qui se retrouvent généralement dans des lieux dégagés autour de 2 000 m d'altitude.
Les ascidies (urnes) sont verticales, et mesurent parfois plus de 30 cm. La cuillère à nectar est également verticale, et peut être arrondie ou pointue en fonction des clones. La partie supérieure des feuilles est parfois inclinée vers l'arrière. Elles sont généralement colorées d'un vert assez clair, pouvant être légèrement veinée de rouge, là aussi en fonction du clone. Les hampes florales mesurent environ 70 cm de haut, et portent 5 fleurs blanches, rougissant avec l'âge, aux pistils nombreux et courts.
Les grandes cuillères portent des glandes à nectar atteignant parfois une taille importante. Celles-ci sécrètent une grande quantité de nectar, dont l'odeur intense attire les insectes.

## Histoire
Heliamphora chimantensis fut découverte lors d'une expédition sur le Chimanta menée par les Allemands A. Wistuba, T. Carrow et P. Harbarth.